# Terence James Reed
Terence James Reed (* 1937 in London) ist ein britischer Germanist. Er ist derzeit Fellow emeritus des Queen’s College in Oxford sowie Fellow der British Academy.

## Leben
Terence J. Reed studierte an der University of Oxford Germanistik und Romanistik. Von 1963 an hatte er eine Professur für Germanistik am
St John’s College inne. 1989 erhielt er die „Taylor Professur of the German Language and Literature“ an der Universität Oxford, in welcher er bis zu seiner Emeritierung 2003 lehrte. Seitdem ist Reed als Professor Emeritus für „German Language and Literature“ am Queen’s College beschäftigt. Zentrale Themen seiner Arbeit sind Thomas Mann und Johann Wolfgang Goethe.
Zudem betätigt sich Reed als Mitglied der British Academy, korrespondierendes Mitglied der Göttinger Akademie der Wissenschaften und ist Gründungsmitglied des Collegium Europaeum Jenense. 1999 bekleidete der Germanist die Schillerprofessur der Friedrich-Schiller-Universität Jena. Reed erhielt 1999 die Goldene Goethe-Medaille der Goethe-Gesellschaft Weimar und 2001 den Forschungspreis der Alexander-von-Humboldt-Stiftung.

## Veröffentlichungen (Auswahl)
- Thomas Mann: The Uses of Tradition, 1974
- „Der Zauberberg“. Zeitenwandel und Bedeutungswandel 1912–1924. In: Heinz Saueressig (Hrsg.): Besichtigung des Zauberbergs. Biberach an der Riß 1974, S. 81–139.
- Die klassische Mitte: Goethe und Weimar 1775-1832, 1981
- Goethe, 1984
- Schiller, 1991
- Von Deutschland nach Europa. Der Zauberberg im europäischen Kontext. In: Thomas Sprecher (Hrsg.): Auf dem Weg zum „Zauberberg“. Die Davoser Literaturtage 1996. Frankfurt am Main 1997 (= TMS. Band 16), S. 299–318.
- Humanpraxis Literatur. Essays um Goethe, 2001
- Mehr Licht in Deutschland: kleine Geschichte der Aufklärung, 2009

Reed trug mit zahlreichen literaturwissenschaftlichen Aufsätzen zu den Handbüchern des Metzler-Verlages bei. Er fertigte weiterhin Übersetzungen von Heine und Goethe an und edierte eine Ausgabe der Gedichte Goethes, sowie der Frühen Erzählungen Thomas Manns (in: Große kommentierte Frankfurter Ausgabe).

## Interviews
- Interview mit Henk de Berg (2016)